# Ла-Нава-де-Рікомалільйо
Ла-Нава-де-Рікомалільйо (ісп. La Nava de Ricomalillo) — муніципалітет в Іспанії, у складі автономної спільноти Кастилія-Ла-Манча, у провінції Толедо. Населення — 503 особи (за даними перепису населення 2021 року).
Муніципалітет розташований на відстані близько 140 км на південний захід від Мадрида, 85 км на захід від Толедо.

## Демографія
Динаміка населення (INE ):

## Галерея зображень

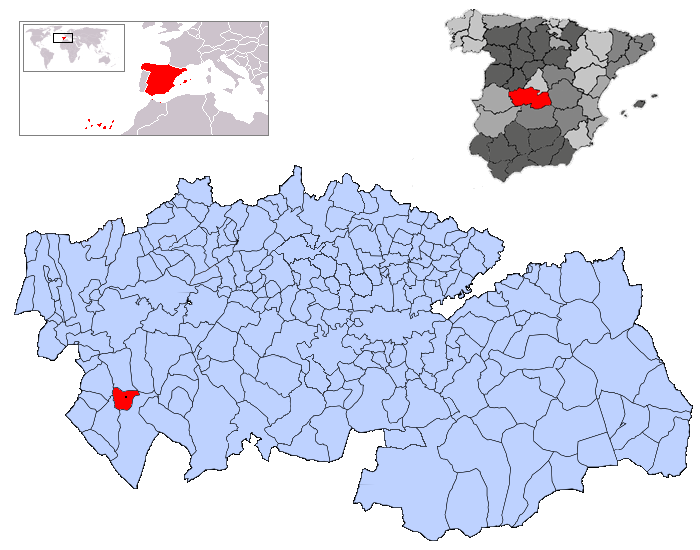
Розташування муніципалітету у провінції Толедо